# 埃德尔明德
埃德尔明德（德語：Edermünde，發音：[eːdɐˈmʏndə]，意为“埃德尔河口”）是德国黑森州卡塞尔行政区施瓦尔姆-埃德尔县的市镇，面积25.85平方千米，2023年12月31日人口为7,405人。